# Wapen van Luik (provincie)

Wapen van de provincie Luik

Het wapen van Luik werd in 1837 per Koninklijk Besluit aan de Belgische provincie Luik toegekend. De provincie gebruikt sinds 2008 een logo in plaats van het wapen.

## Blazoenering
Het wapen is als volgt te omschrijven:
Gecarteleerd: I in keel een gouden perroen ondersteund door drie leeuwen geflankeerd door een L en een G, alles van goud; II van keel beladen met een dwarsbalk van zilver; III van zilver beladen met drie staande leeuwen van sinopel, getongd en genageld van keel, gekroond van goud; IV gedwarsbalkt van goud en keel; in een ingebogen punt van goud beladen met drie hoorns van zilver geband en hangende aan een koord van keel. Getopt door een van keel gevoerde oude vorstenkroon.
De heraldische kleuren in het wapen zijn keel, dat is rood, goud voor geel, zilver voor wit en sinopel voor groen. De perroen in het wapen komt in verschillende Luikse stadswapens terug. Het is een symbool dat in het voormalige Prinsbisdom Luik voorkwam. Van oorsprong markeerde een perroen de plaats waar recht werd gesproken.

## Herkomst
Het wapen is gebaseerd op wapens van steden en andere gebieden die nu onderdeel uitmaken van de provincie Luik. De vier kwartieren in het wapen zijn de volgende wapens: 
1. van het prinsbisdom Luik
2. van het hertogdom Bouillon
3. van Verviers
4. Van het graafschap Loon
5. en de punt is het wapen van het graafschap Horn.

Het derde kwartier is eigenlijk het wapen van Franchimont, dit gebied werd door het prinsbisdom geannexeerd net als het gebied van de graafschappen Horn en Loon

## Vergelijkbare wapens
Het wapen is opgebouwd uit (delen van) de volgende wapens:

Wapen van het Prinsbisdom Luik
Het wapen van Luik
Het wapen van het Hertogdom Bouillon
Het wapen van het markgraafschap Franchimont
Het wapen van Verviers
Het wapen van Bocholt
Het wapen van het Graafschap Loon
Wapen van het Graafschap Horn